# آب‌بید (اندیکا)
آب بید، روستایی از توابع بخش آبژدان شهرستان اندیکا در استان خوزستان ایران است.	

## جمعیت
این روستا در دهستان کوشک قرار دارد و براساس سرشماری مرکز آمار ایران در سال ۱۳۸۵، جمعیت آن ۴۱۷ نفر (۶۷خانوار) بوده‌است.
اکثر ساکنان این روستا از تیره خواجه وند و خانواده‌های زمان پور از طایفه بزرگ گندلی دورکی باب از ایل بختیاری می‌باشند. هر چند در این روستا اقلیت‌های دیگری نیز وجود دارد اما اکنون روستا با نام و عنوان خانواده بزرگ زمان پور مورد شناسایی قرار می‌گیرد. شهید مراد زمان پور متولد این روستا می‌باشد.

## وجه تسمیه
در خصوص وجه تسمیه روستای آب بید باید گفت همان طور که از نام آن بر می‌آید نام روستای آب بید از دو نام آب و بید تشکیل شده که در حقیقت پیشینه سکونتگاهی انسانی آن متکی به آب چشمه این روستا می‌باشد. وجود بیشه‌ای از درختان بید در کنار انواع دیگر از درختان در کنار چشمه آب این روستا عامل دو وجه تسمیه نام این روستا می‌باشد که هم‌اکنون وجود این درختان بید در اطراف چشمه آب منظره بسیار زیبایی به وجود آورده است. البته باید گفت که در زیردست این چشمه درختانی از نوع انجیر، انار، انگور و ... وجود دارد اما به علت وجود درختان بید کهنسال و کثرت این نوع درخت باعث نامیدن نام این روستا به آب بید شده‌است.

## از لحاظ جغرافیایی
روستای آب بید جزء بخش آبژدان از توابع شهرستان اندیکا در استان خوزستان تقریباً در شمال شرقی شهرستان فوق قرار دارد که از طرف شمال مرتبط با روستای آهنگری، از طرف جنوب مرتبط با روستای آب قنات و مرتضی آباد، از شرق مرتبط با روستای آبکره و از غرب مرتبط با روستای شهرک شهید اسدپور می‌باشد. به دلیل قرار گرفتن در یک منطقه کوهستانی و دارا بودن انواع درختان طبیعی همچون بادام کوهی، بلوط، کنار، بن، کلخنگ، انجیر وحشی و ... از جهتی دیگر داشتن آب و هوایی معتدل بستر مناسبی برای یک زندگی سالم را در این منطقه فراهم می‌آورد.
همچنین باید گفت از بهمن ماه به دلیل سرسبزی و شکوفه دادن درختان به ویژه درختانی همچون بادام در کنار سرسبزی مزارع جو و گندم و وجود کوه‌های نسبتاً مرتفع شرایط مناسبی را برای جذب گردشگران و مسافران طبیعت از خود شهرستان و شهرستان‌های اطراف و حتی مسافرین استان‌های دیگر را فراهم می‌آورد. البته نیازمند توجه مسئولین شهرستان را می طلبد که برای تبدیل این روستا و روستاهای همجوار به یک منطقه گردشگری و ایجاد پارک‌های طبیعی اقدامات لازم را به عمل آورند.

## پیشینه سکونتگاهی انسانی
روستای آب بید از همان دهه اول قرن چهاردهم ھ.ش (دهه چهارم قرن چهاردهم ھ.ق) با شکل‌گیری اولین خانه‌های گلی زندگی انسانی در این روستا آغاز شد که مصالح اولیه آن‌ها از گل و سنگ طبیعی و سقف آن‌ها نیز با استفاده از چوب‌های طبیعی مانند چوب درخت بلوط بود.
شغل مردم این روستا در اوایل دامداری و تا حدودی کشاورزی بود که تابستان‌ها به سمت ییلاق در استان چهارمحال و بختیاری کوچ می‌کردند که البته باید اذعان نمود که یکی از دلایل شکل‌گیری سکونتگاهی انسانی این روستا وجود همان چشمه آبی بود که آب گوارایی برای ساکنین تهیه می نمود.
البته باید افزود که شرایط نسبتاً مساعدی که این روستا برای زندگی داشت سبب شد تا کسانی که از این روستا دورتر بودند و به صورت چادر نشینی و عشایری زندگی می‌کردند به سمت روستا بیایند و در کنار دیگر انسان‌ها بتوانند یک زندگی اجتماعی تری بر کاهش مشکلات خود و دسترسی به آب سهولت بیشتری را برای خود فراهم آورند.